# Zygopachylus albomarginis
Zygopachylus albomarginis – gatunek kosarza z podrzędu Laniatores i rodziny Manaosbiidae. Jedyny znany przedstawiciel monotypowego rodzaju Zygopachylus.

## Występowanie
Gatunek wykazany z Panamy.